# Route nationale 92 (Suède)
Pour les articles homonymes, voir Route nationale 92.
La route nationale 92 (en suédois : Riksväg 92) est une route nationale entre Umeå et Dorotea en Suède,.

## Présentation
La route nationale 92 traverse le comté de Västerbotten.
La route nationale 92 part de la ville côtière d'Umeå, l'une des plus grandes villes du nord de la Suède, elle bifurque de la route européenne 12 au contournement de Vännäs à l'ouest d'Umeå.
La route nationale suit le Norra Länken, le périphérique nord d'Umeå, puis partage un tronçon avec la E12 presque jusqu'à Vännäs.
La route se dirige ensuite vers l'ouest à travers une zone légèrement vallonnée assez forestière.
Vers l'ouest, les collines deviennent un peu plus hautes et il n'y a que quelques villages sur la route.
La route passe par Bjurholm, Fredrika (en) et Åsele.
À Åsele elle croise la route nationale 90.
La route nationale 92 vers l'ouest et se termine à sa jonction avec la route européenne 45 juste avant Dorotea.
La longueur de la route est de 211 kilomètres.
Elle fait partie de la route artistique des sept rivières (sv).

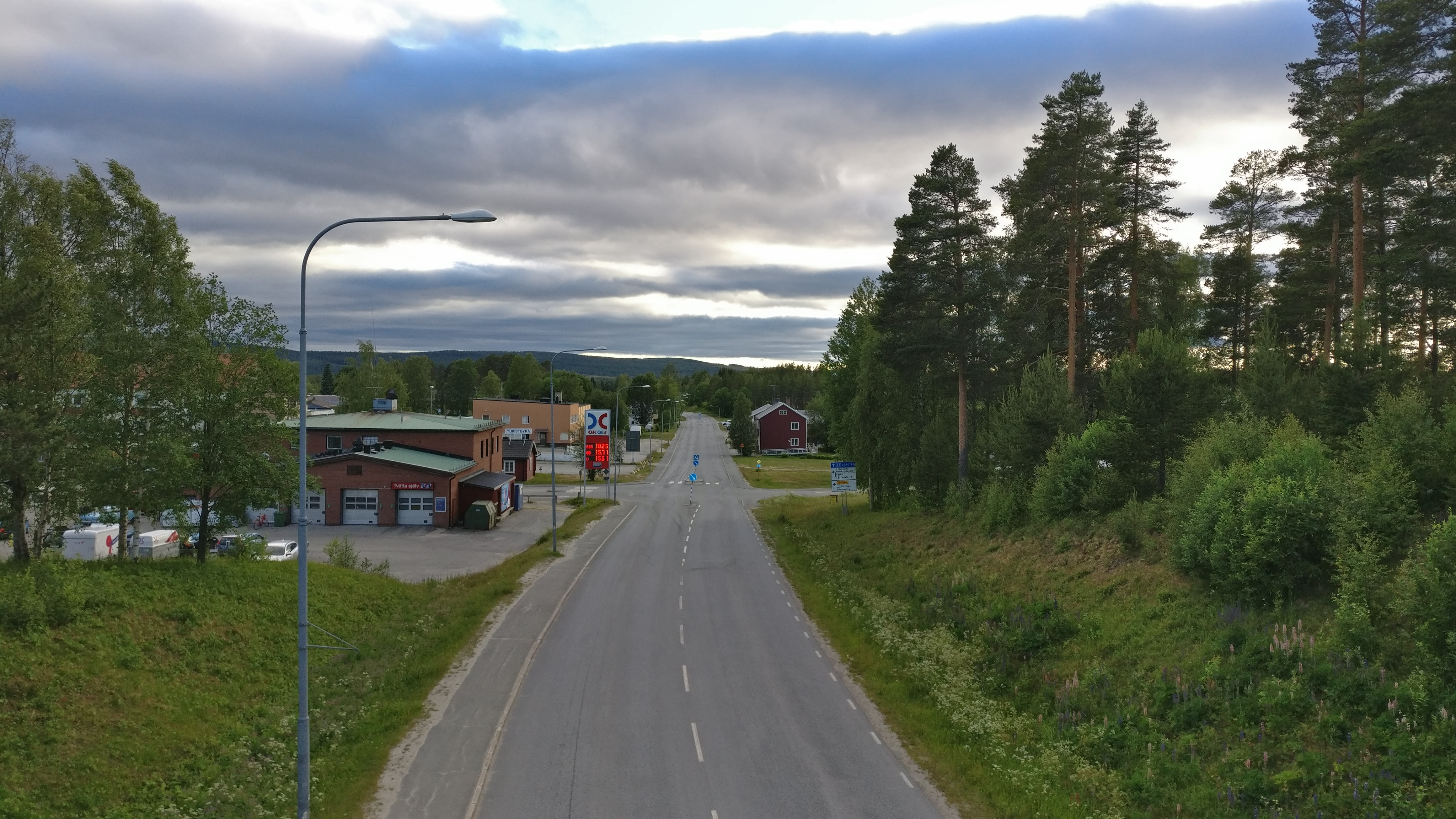
La route nationalev62 à Asele.

## Tracé
| Km     | Lieu           | Carte interactive |
| ------ | -------------- | ----------------- |
| 0 km   | Umeå           |                   |
|        | Sörfors (sv)   |                   |
|        | Brännland (en) |                   |
|        | Vännäsby       |                   |
| 31 km  | Vännäs         |                   |
|        | Penglund (sv)  |                   |
| 58 km  | Bjurholm       |                   |
| 67 km  | Balsjö (sv)    |                   |
| 105 km | Fredrika       |                   |
| 125 km | Tallsjö (sv)   |                   |
| 162 km | Åsele          |                   |
| 211 km | Dorotea        |                   |